# Brother Industries
Brother Industries, Ltd. (ブラザー工業株式会社, Burazā Kōgyō Kabushiki-gaisha) (TYO: 6448) é uma empresa Japonesa que produz uma variedade muito grande de produtos incluindo máquinas de costura, máquinas de bordado, máquinas bordado de grande porte, scanners, máquina de corte, etiquetadora, rotuladores eletrônicos, equipamento de fax, impressoras, multifuncionais e outros eletrônicos. Seu produto mais conhecido são os multifuncionais e  máquinas de costura. A empresa produz produtos de sua marca bem como de outros fabricantes pelo regime de OEM.

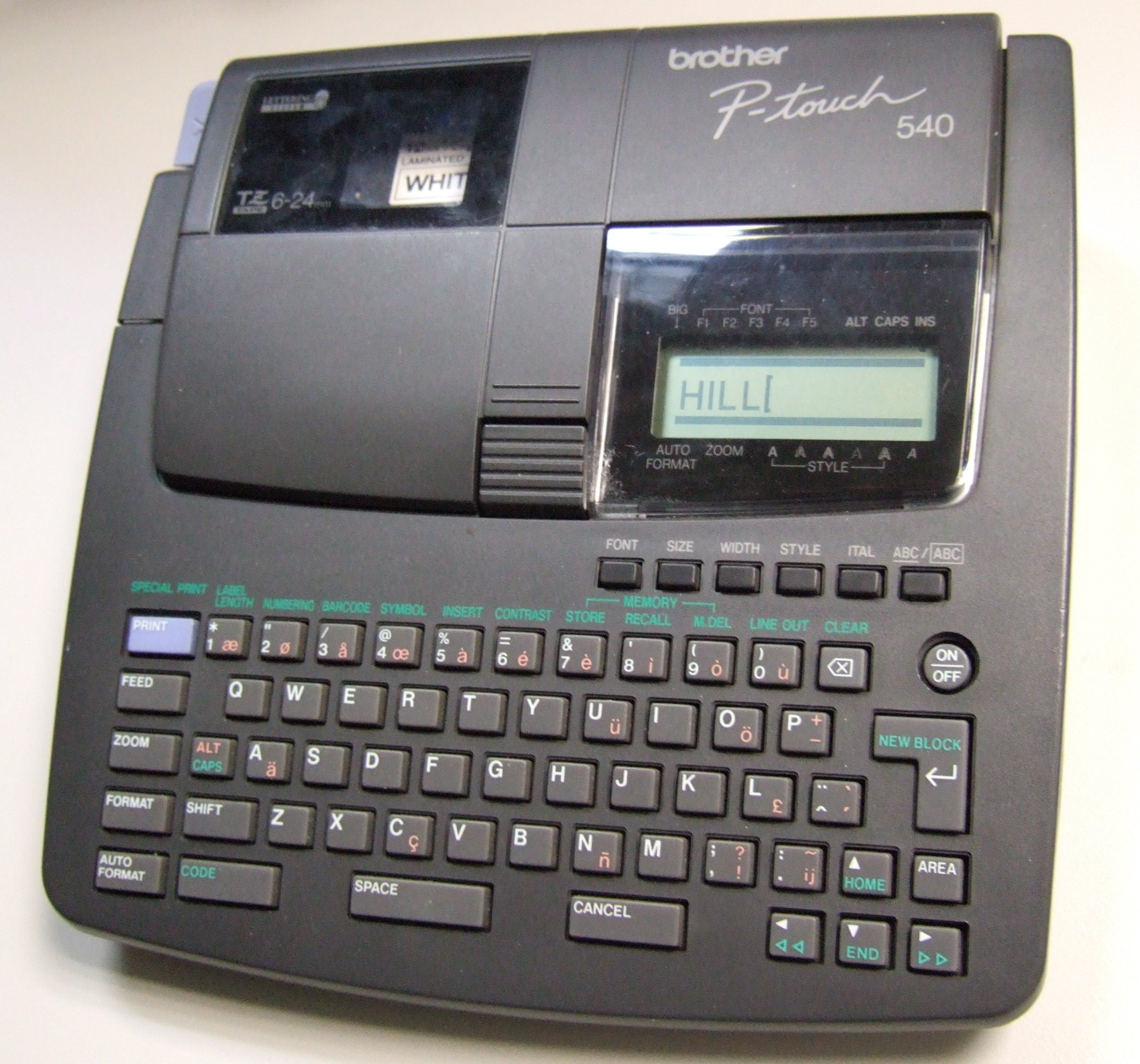
Brother P-Touch 540 Etiquetadora.

Em 2004, o faturamento anual superou 420 billion yen. Quase 4.2 billion USD.[carece de fontes?]
A empresa patrocinou o clube de futebol inglês Manchester City Football Club de 1989 até 1999.

## BSI - Brother Solutions Interface
A Brother possui uma plataforma própria de soluções baseada em XML, para parceiros desenvolverem ou integrarem soluções de mercado.
A Brother Brasil desenvolveu três soluções para seus parceiros:

### Digital Flux
Organiza de maneira inteligente os documento escaneados em diretórios personalizáveis através do painel da multifuncional ou scanner, ainda permite o usuário escolher o nome e tipo do arquivo.

### BSI Secure Print
Permite que o usuário defina uma senha para seu perfil, o usuário envia diversos documentos e define qual será impresso, através do painel da multifuncional, podendo excluir os documentos caso queira. 